# Marco Vipsânio Agripa
Marco Vipsânio Agripa (em latim: Marcus Vipsanius Agrippa) foi um político da gente Vipsânia da República Romana eleito cônsul por três vezes, em 37, 28 e 27 a.C., com Lúcio Canínio Galo e com Otávio nas duas vezes seguintes. Era amigo próximo, genro e principal comandante de Otávio e, como arquiteto, foi responsável pela construção de alguns dos mais notáveis edifícios da história de Roma. Como general, conquistou muitas vitórias importantes, especialmente a Batalha de Ácio, em 31 a.C., contra as forças combinadas de Marco Antônio e Cleópatra, que deixou Otávio como único poder em Roma, o futuro imperador romano Augusto. Agripa auxiliou-o na transformação de Roma numa "cidade de mármore" e na reforma dos aquedutos romanos com o objetivo de entregar a todos os romanos, de todas as classes sociais, serviços públicos de boa qualidade. Foi o responsável pela criação de muitas termas, pórticos e jardins por toda a cidade e já se acreditou no passado que ele teria encomendado a construção do Panteão. Agripa era também o sogro do segundo imperador, Tibério, avô pelo lado materno de Calígula e bisavó materno de Nero.

## Primeiros anos
Agripa nasceu entre 64 e 62 a.C. em um local incerto. Seu cognome de família é derivado da forma latina do grego "Agrippas", que significa "cavalo selvagem".
É possível que seu pai tenha sido Lúcio Vipsânio Agripa. Ele tinha um irmão mais velho, também chamado Lúcio Vipsânio Agripa, e uma irmã, Vipsânia Pola. A família não tinha nenhuma proeminência na vida pública romana até sua ascensão. Porém, Agripa tinha mais ou menos a mesma idade de Otaviano e os dois foram educados juntos, tornando-se grandes amigos. Apesar da associação de Agripa com a família de Júlio César, seu irmão mais velho escolheu o lado adversário na guerra civil da década de 40 a.C., lutando com Catão, o Jovem, contra César na Batalha de Tapso, na África Velha. Quando as forças de Catão foram derrotadas, o irmão de Agripa foi preso e libertado depois que Otaviano intercedeu por ele.
Não se sabe se Agripa lutou contra o irmão na África, mas é provável que ele tenha servido na campanha de César de 46-45 a.C. contra Pompeu, que culminou na Batalha de Munda. César o tinha em alta estima, suficiente para enviá-lo com Otaviano, em 45 a.C., para estudar em Apolônia (na costa da Ilíria) com as legiões macedônias enquanto consolidava seu poder em Roma; um dos amigos de César, Caio Cílnio Mecenas, enviou seu filho para estudar com eles. No quarto mês de sua estadia em Apolônia chegaram as notícias do assassinato de Júlio César, ocorrido em março de 44 a.C.. Agripa e outro amigo deles, Quinto Salvidieno Rufo, recomendaram que Otaviano marchasse para Roma com as legiões da Macedônia, mas ele preferiu navegar para a Itália com uma pequena força para chegar mais rapidamente. Assim que chegou, soube que César o havia adotado como herdeiro legal. Ele imediatamente assumiu o nome de César ("Caio Júlio César") e acrescentou "Otaviano" como agnome, mas os historiadores modernos geralmente se referem a ele como "Otaviano" neste período.

## Ascensão ao poder

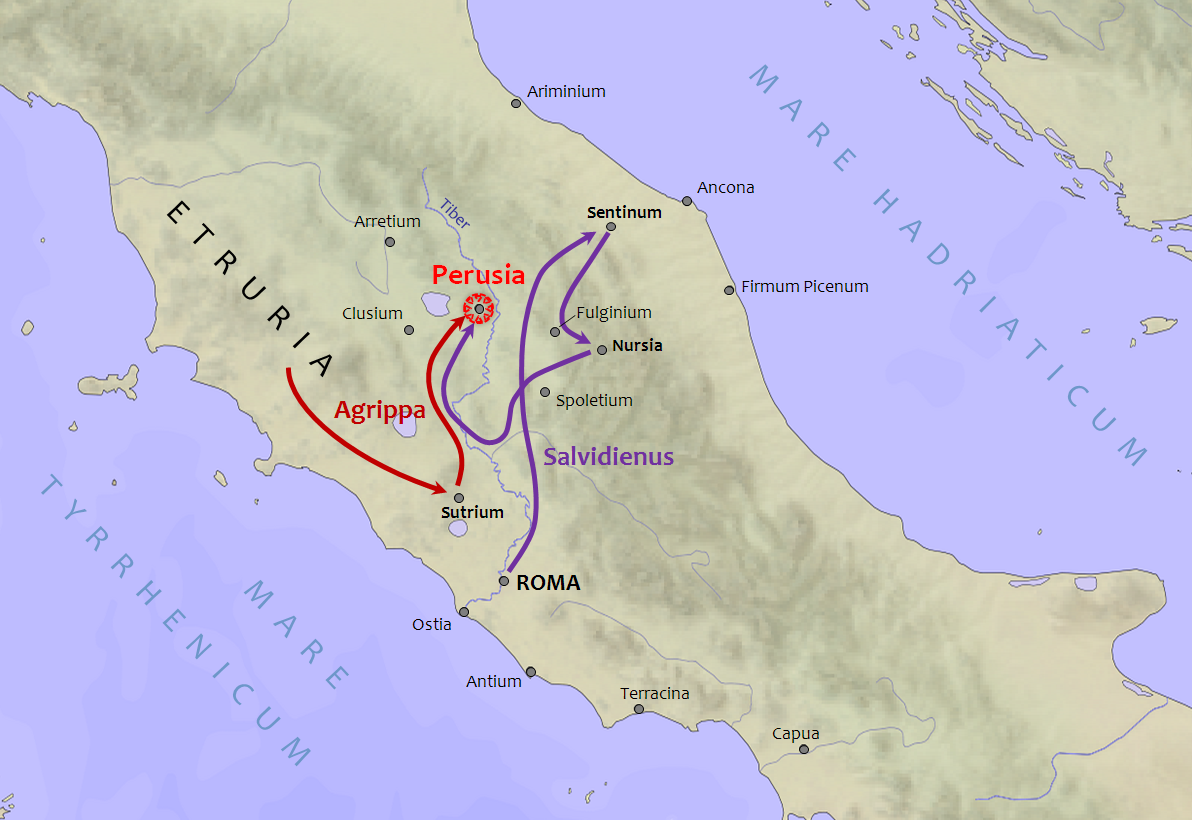
Mapa da Campanha de Perúsia contra as forças de Lúcio Antônio e Fúlvia, filho e esposa de Marco Antônio.

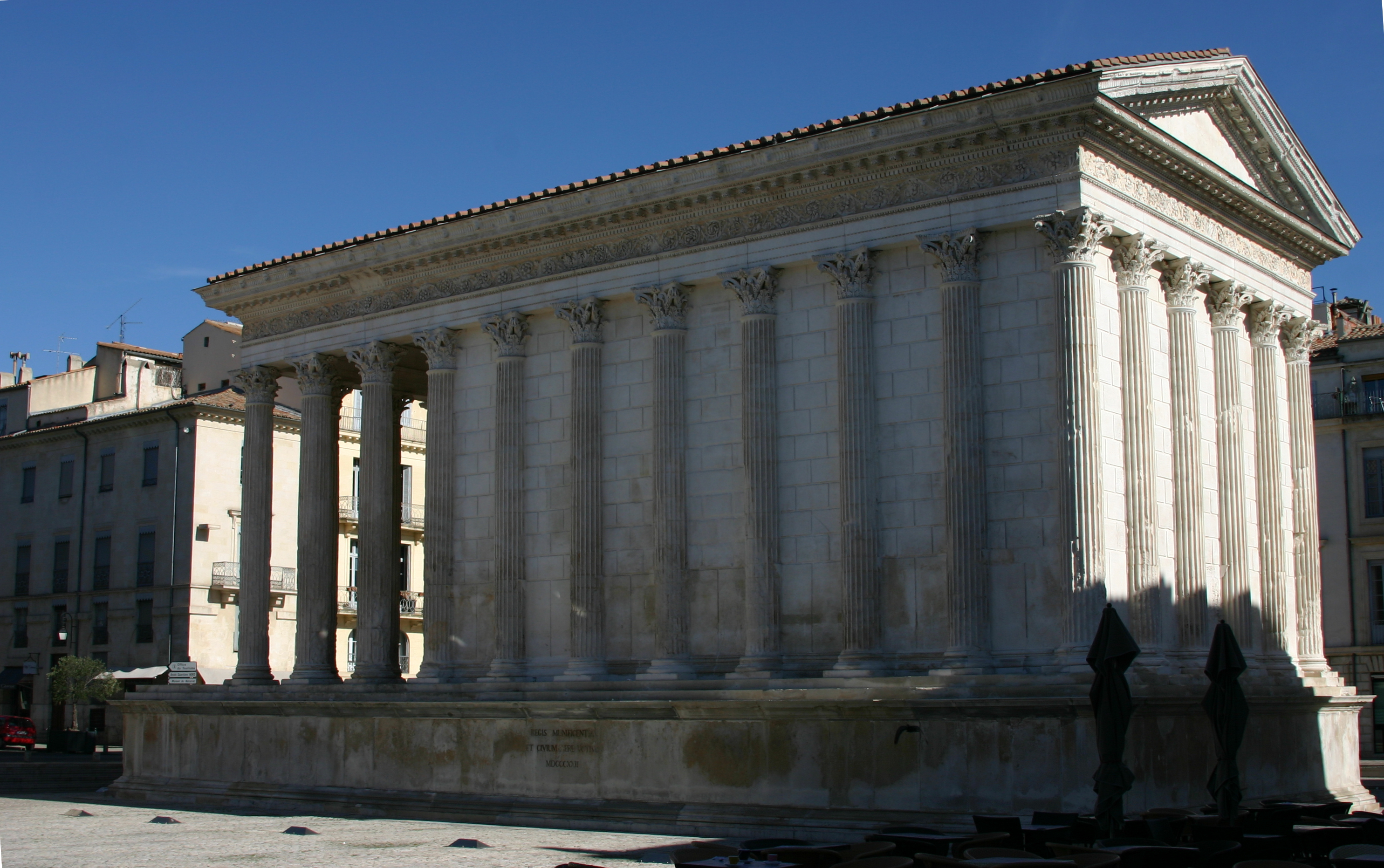
Maison Carrée, em Nîmes, na França, construído por ordem de Agripa.

Depois do retorno de Otaviano a Roma, ele e seus aliados, especialmente Agripa e Mecenas, perceberam que precisariam do apoio de legiões. Agripa ajudou Otaviano a alistar tropas na Campânia. Assim que conseguiu suas legiões, Otaviano fez um pacto com Marco Antônio e Lépido, estabelecido legalmente em 43 a.C. na forma do Segundo Triunvirato. Otaviano e seu colega consular, Quinto Pédio, conseguiram que os assassinos de César fossem processados in absentia e Agripa foi encarregado do caso contra Caio Cássio Longino. É possível que tenha sido neste mesmo ano que Agripa iniciou sua carreira política, assumindo o posto de tribuno da plebe, o que lhe garantiu o acesso ao Senado Romano.
Em 42 a.C., Agripa provavelmente lutou ao lado de Otaviano e Antônio na Batalha de Filipos. Depois de seu retorno a Roma, Agripa teve um importante papel na guerra de Otaviano contra Lúcio Antônio e Fúlvia, respectivamente irmão e esposa de Marco Antônio, que começou em 41 a.C. e terminou com a captura de Perúsia em 40 a.C.. Porém, Quinto Salvidieno Rufo ainda era o principal general de Otaviano na época. Depois da Campanha de Perúsia, Otaviano partiu para a Gália, deixando Agripa como pretor urbano em Roma com instruções de defender a Itália contra Sexto Pompeu, um adversário dos triúnviros que estava ocupando a Sicília. Em julho do 40 a.C., enquanto Agripa estava ocupado com os Jogos Apolinários ("Ludi Apollinares"), uma responsabilidade dos pretores, Sexto começou um raide no sul da Itália. Agripa avançou contra ele, forçando-o a se retirar. Porém, o triunvirato se mostrou instável e, em agosto de 40 a.C., tanto Sexto quanto Antônio invadiram a Itália (mas não em aliança). O sucesso de Agripa na retomada de Siponto das forças de Antônio ajudaram a acabar com o conflito (conhecido como Guerra de Mutina). Agripa estava entre os intermediários que firmaram a paz entre Otaviano e Antônio. Durante as discussões, Otaviano soube que Salvidieno havia se oferecido a Antônio para traí-lo, o que resultou em sua prisão. Ele foi executado ou cometeu o suicídio e Agripa tornou-se o principal general de Otaviano.
Em 39 ou 38 a.C., Otaviano nomeou Agripa governador da Gália Transalpina, onde, em 38 a.C., ele sufocou uma revolta dos aquitanos. Agripa lutou também contra as tribos germânicas, tornando-se o segundo general romano a cruzar o Reno depois de Júlio César. Foi convocado de volta a Roma por Otaviano para assumir o consulado em 37 a.C., quando serviu com Lúcio Canínio Galo. Ele estava bem abaixo da idade mínima requerida (43 anos), mas Otaviano havia sofrido uma humilhante derrota naval contra Sexto Pompeu na Batalha de Messina e precisava de um amigo para supervisionar os preparativos para as campanhas seguintes da Revolta Siciliana. Agripa recusou a oferta de realizar um triunfo por seus feitos na Gália — afirmando, segundo Dião Cássio, que seria impróprio celebrar um triunfo num período difícil para Otaviano. Como Sexto Pompeu tinha o controle do mar na costa da Itália, a primeira providência de Agripa foi arranjar um porto seguro para sua frota. Ele conseguiu construindo um canal através das faixas de terra que separavam o Lacus Lucrinus do mar, formando um porto externo, e ligando o lago Averno ao Lucrinus para que servisse como porto interior. O novo complexo portuário foi chamado de Porto Júlio, uma homenagem a Otaviano. Agripa também foi responsável por alguns avanços tecnológicos, incluindo navios maiores e uma versão melhorada dos arpéus (ganchos para agarrar as naus inimigas). Foi nesta época que Agripa se casou com Cecília Pompônia Ática, filha do amigo de Cícero, Tito Pompônio Ático.
Otaviano e Agripa partiram com a frota para lutar contra Sexta em 36 a.C.. Porém, a armada dos dois foi duramente atingida por tempestades e obrigada a recuar, com Agripa assumindo o comando de uma nova investida. Graças à tecnologia superior e ao treinamento dos marinheiros romanos, Agripa e seus homens venceram batalhas navais decisivas em Milas e Nauloco, destruindo todos menos dezessete dos navios de Sexto e obrigando a maior parte de suas forças a se render. Otaviano, com seu poder aumentado, forçou o triúnviro Lépido a se aposentar e voltou para Roma em triunfo. Agripa recebeu a homenagem sem precedentes de uma coroa naval, decorada com a ponta da proa dos navios vencidos; como lembra Dião Cássio, esta foi "uma decoração dada a ninguém mais, antes ou depois".

## Vida no serviço público
Agripa participou de campanhas militares menores entre 35 e 34 a.C., mas, no outono deste ano, já estava em Roma para dar início imediato a uma campanha de melhorias e reformas públicas, incluindo a renovação do aqueduto conhecido como Água Márcia, incluindo a extensão de seus canais para que cobrissem uma parte maior da cidade. Por suas ações, foi selecionado como um dos edis de 33 a.C. e, durante seu mandato, as ruas foram restaurados e os esgotos (Cloaca Máxima) foram limpos enquanto se promoviam luxuosos espetáculos públicos. Agripa construiu ainda termas (conhecidas como Termas de Agripa), jardins, pórticos e estimulou exibições de obras de arte. 
Era bastante raro que um consular aceitasse posições inferiores, mas o sucesso de Agripa acabou com esta tradição. Como imperador, Augusto se vangloriaria por "encontrar uma cidade de tijolos e entregar uma cidade de mármore", um feito conquistado em parte pelos grandes serviços de Agripa durante seu mandato.

## Antônio e Cleópatra

Diagrama da Batalha de Ácio (31 a.C.), a grande vitória de Agripa e que encerrou a Guerra Civil de Antônio.

Agripa foi novamente convocado para assumir o comando da frota quando a guerra contra Antônio e Cleópatra irrompeu. Ele capturou a estratégica cidade de Metone, no sudoeste do Peloponeso, e seguiu para o norte, atacando a costa grega e capturando Corcira. Otaviano em seguida levou suas forças terrestres para lá, ocupando a ilha como uma base naval. Antônio reuniu suas tropas e navios em Ácio e Otaviano seguiu para lá para encontrá-lo. Agripa, enquanto isso, derrotou o aliado de Antônio, Quinto Nasídio, em uma batalha naval em Patras. Dião relata que, conforme Agripa seguia para se encontrar com Otaviano perto de Ácio, encontrou Caio Sósio, um dos generais de Antônio, que estava realizando um ataque surpresa contra o esquadrão de Lúcio Tário Rufo, um aliado de Otaviano. A chegada inesperada de Agripa reverteu o resultado da batalha.
Conforme a batalha decisiva se aproximava, segundo Dião Cássio, Otaviano recebeu informações de que Antônio e Cleópatra planejavam atravessar seu bloqueio naval e fugir. A princípio, ele queria permitir que a nau capitânea deles passasse livre argumentando que ele conseguiria tomá-la com naus menores e que o resto da frota inimiga simplesmente se renderia ao perceber a covardia de seus líderes. Agripa foi contra, argumentando que os navios de Antônio, embora maiores, poderiam escapar se conseguissem lançar suas velas e que Otaviano deveria iniciar a batalha imediatamente pois a frota de Antônio havia acabado de ser atingida por uma tempestade. Otaviano seguiu o conselho do amigo.
Em 2 de setembro de 31 a.C., a Batalha de Ácio foi travada. A vitória de Otaviano, que conferiu-lhe o poder completo sobre Roma e sobre a República, deveu-se principalmente a Agripa. Como sinal de sua consideração, Otaviano concedeu-lhe a mão de sua sobrinha, Cláudia Marcela Maior em 28 a.C.. Ele também serviu um segundo consulado com Otaviano neste mesmo ano. Em 27 a.C., Agripa foi cônsul pela terceira vez com Otaviano e, naquele ano, o Senado conferiu a Otaviano o título imperial de Augusto, dando fim, efetivamente, à República Romana.
Em comemoração pelo resultado da batalha, Agripa construiu e dedicou o edifício que serviu como "Panteão" de Roma antes de sua destruição em 80 a.C.. O imperador Adriano utilizou o projeto de Agripa para construir seu próprio Panteão, que ainda hoje sobrevive em Roma. A inscrição neste edifício posterior, construído por volta de 125, preservou o texto da inscrição do edifício de Agripa, da época do seu terceiro consulado. Os anos seguintes, Agripa passou na Gália, reformando toda a administração provincial e o sistema tributário, juntamente com um efetivo sistema viário e aquedutos.

## Últimos anos

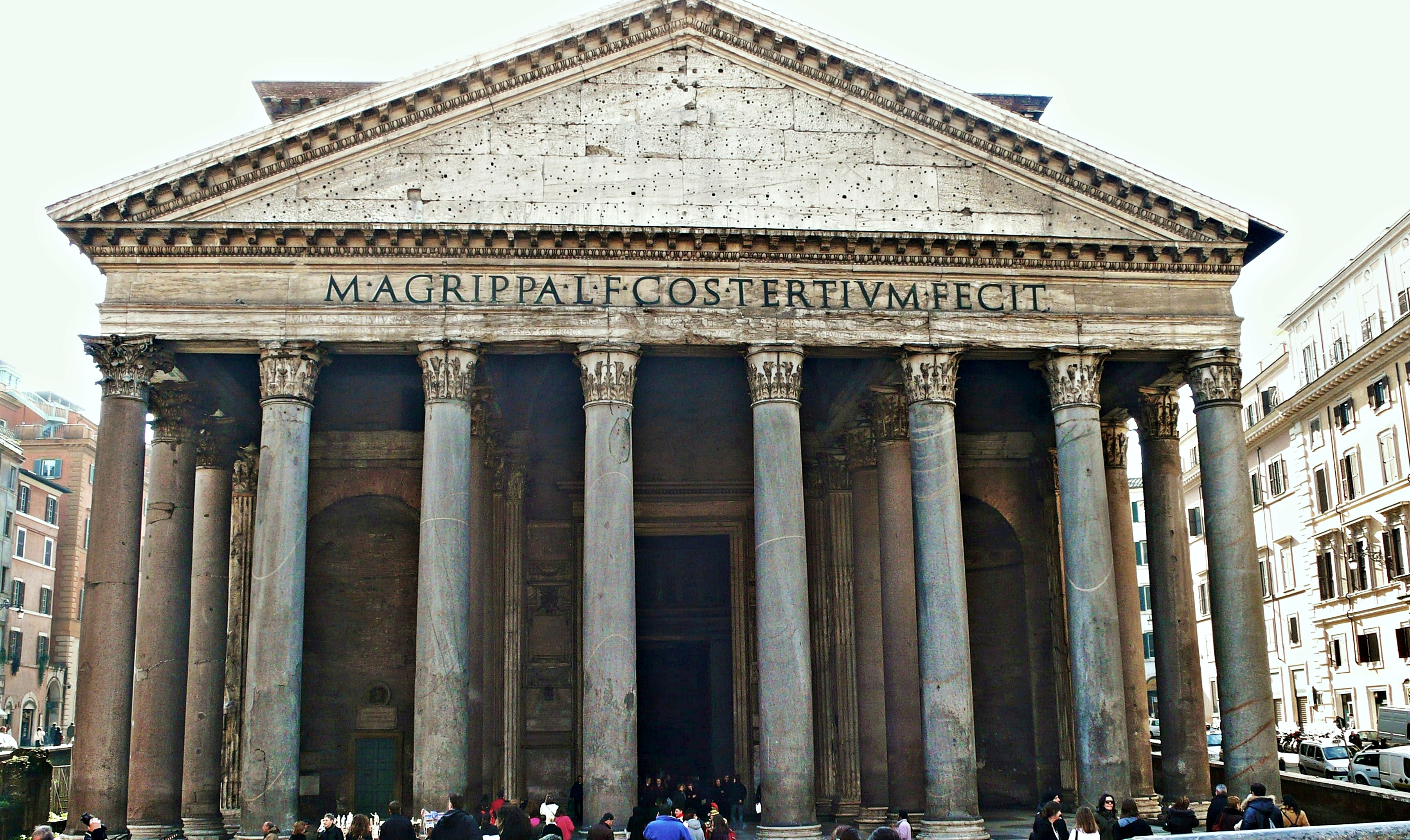
Frontão do Panteão, uma obra posterior, do imperador Adriano (c. 125 a.C.), mas que preserva a dedicatória de Agripa, da época de seu terceiro consulado (27 a.C.).

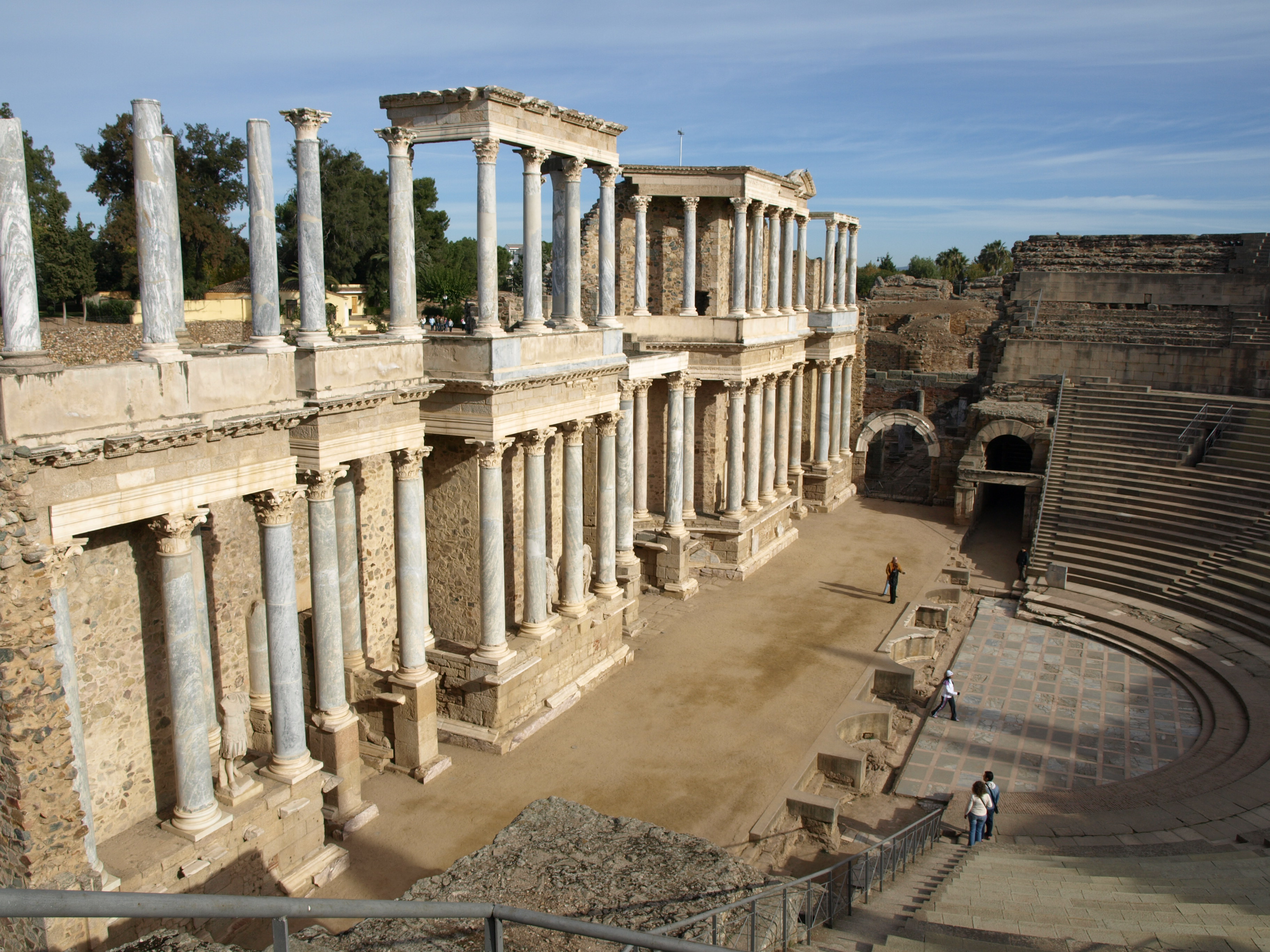
Teatro romano de Mérida, construído por Agripa ordem de Augusto.

A amizade de Agripa com Augusto parece ter sido obscurecida pelo ciúme dos sobrinho do imperador, Marco Cláudio Marcelo, fomentada, provavelmente, pelas intrigas de Lívia, a terceira esposa de Augusto, que temia a influência dele sobre seu marido. Tradicionalmente, acredita-se que foi por causa deste ciúme que Agripa saiu de Roma, nominalmente para assumir o governo das províncias orientais — uma espécie de "exílio de honra", mas ele enviou apenas um legado para a Síria permanecendo o tempo todo em Lesbos e governando por procuração, apesar de ser possível que ele estivesse numa missão secreta negociando com os partas o retorno dos estandartes que eles ainda detinham. Com a morte de Marcelo, ocorrida em menos de um ano depois de seus exílio, Agripa foi reconvocado a Roma por Augusto, que percebeu que não podia prescindir de seus serviços. Porém, se estes eventos forem colocados no contexto da crise em 23 a.C., parece improvável que, tendo que enfrentar uma importante oposição e próximo de realizar uma importante movimentação política, o imperador Augusto colocasse um homem no exílio no comando do grosso das tropas romanas. O que é muito mais provável que é o "exílio" de Agripa foi, na verdade, um cuidadoso movimento político para colocar um leal aliado no comando de uma importante exército para servir como plano secundário caso as negociações de 23 a.C. fracassassem e Augusto precisasse de apoio militar. Além disso, depois de 23 a.C., como parte do que ficou conhecido como o "Segundo Acordo Constitucional" de Augusto, os poderes constitucionais de Agripa foram aumentados para prover ao Principado de Augusto maior estabilidade ao designar um herdeiro político ou substituto se ele sucumbisse aos frequentes problemas de saúde ou fosse assassinado. No espaço de um ano, o imperium proconsular, similar ao poder de Augusto, foi conferido a Augusto por cinco anos. A natureza exata desta concessão é incerta, mas provavelmente cobria as províncias imperiais de Augusto, no ocidente e no oriente, provavelmente sem autoridade sobre as províncias senatoriais. Estas viriam posteriormente assim como o cuidadosamente protegido poder dos tribunos ("tribunicia potestas").
Conta-se que Caio Cílnio Mecenas aconselhou Augusto a manter Agripa ainda mais perto fazendo dele seu genro e, para isso, forçou-o a se divorciar de Marcela para se casar com sua única filha, Júlia, a Velha, em 21 a.C., a viúva de Marcelo, igualmente celebrada por sua beleza, habilidades e imoderada prodigalidade. En 19 a.C., Agripa foi enviado para sufocar uma revolta dos cântabros no norte da Hispânia (Guerras Cantábricas). Entre 16 e 15 a.C., foi encarregado de construir o Teatro romano de Augusta Emerita, atual Mérida, por ordem de Augusto.
Em 18 a.C., os poderes de Agripa aumentaram ainda mais, chegando quase a igualar os de Augusto. Neste ano, seu imperium proconsular foi aumentado para cobrir também as províncias senatoriais e, além disso, ele finalmente recebeu o poder dos tribunos da plebe. Como no caso de Augusto, a concessão deste poder lhe foi dado sem que ele tenha de fato sido eleito para esta posição. Estes poderes eram consideráveis, dando-lhe poder de veto sobre os atos do Senado e de outros magistrados, incluindo outros tribunos, e o poder de apresentar leis para serem aprovadas na Assembleia do povo. Tão importante quanto, a pessoa do tribuno era sacrossanta, o que significava que qualquer um que os agredisse ou impedisse seus atos, incluindo os políticos, poderiam ser legalmente mortos. Depois desta concessão, Agripa era, no papel, tão poderoso quanto Augusto. Mas não havia dúvidas de que este estava no comando.
Agripa foi nomeado governador das províncias orientais novamente em 17 a.C., onde sua administração, justa e prudente, conquistou o respeito e a boa vontade dos provincianos, especialmente da população judaica. Agripa também recuperou o controle efetivo de Roma sobre o Quersoneso Cimério, na península Crimeia, durante seu mandato.
O último serviço público de Agripa foi o início da campanha de conquista da região do alto Danúbio, que tornar-se-ia a província romana da Panônia em 13 a.C.. Agripa morreu na Campânia, em 12 a.C., com 51 anos de idade. Seu filho póstumo, Marco Vipsânio Agripa Póstumo, foi batizado em sua homenagem. Augusto honrou sua memória com um magnífico funeral e decretou um luto de mais de um mês. Augusto cuidou pessoalmente da educação de todos os filhos de Agripa e chegou mesmo a adotar dois deles, Caio César e Lúcio César. Não adotou Agripa Póstumo para preservar a linhagem do amigo, pois, segundo a autobiografia de Augusto, tratava-se de um jovem desequilibrado e de mente fraca, sendo executado logo após a morte de Augusto.
Apesar de Agripa ter construído um túmulo para si, Augusto depositou seus restos em seu próprio mausoléu (que ainda existe).

## Legado

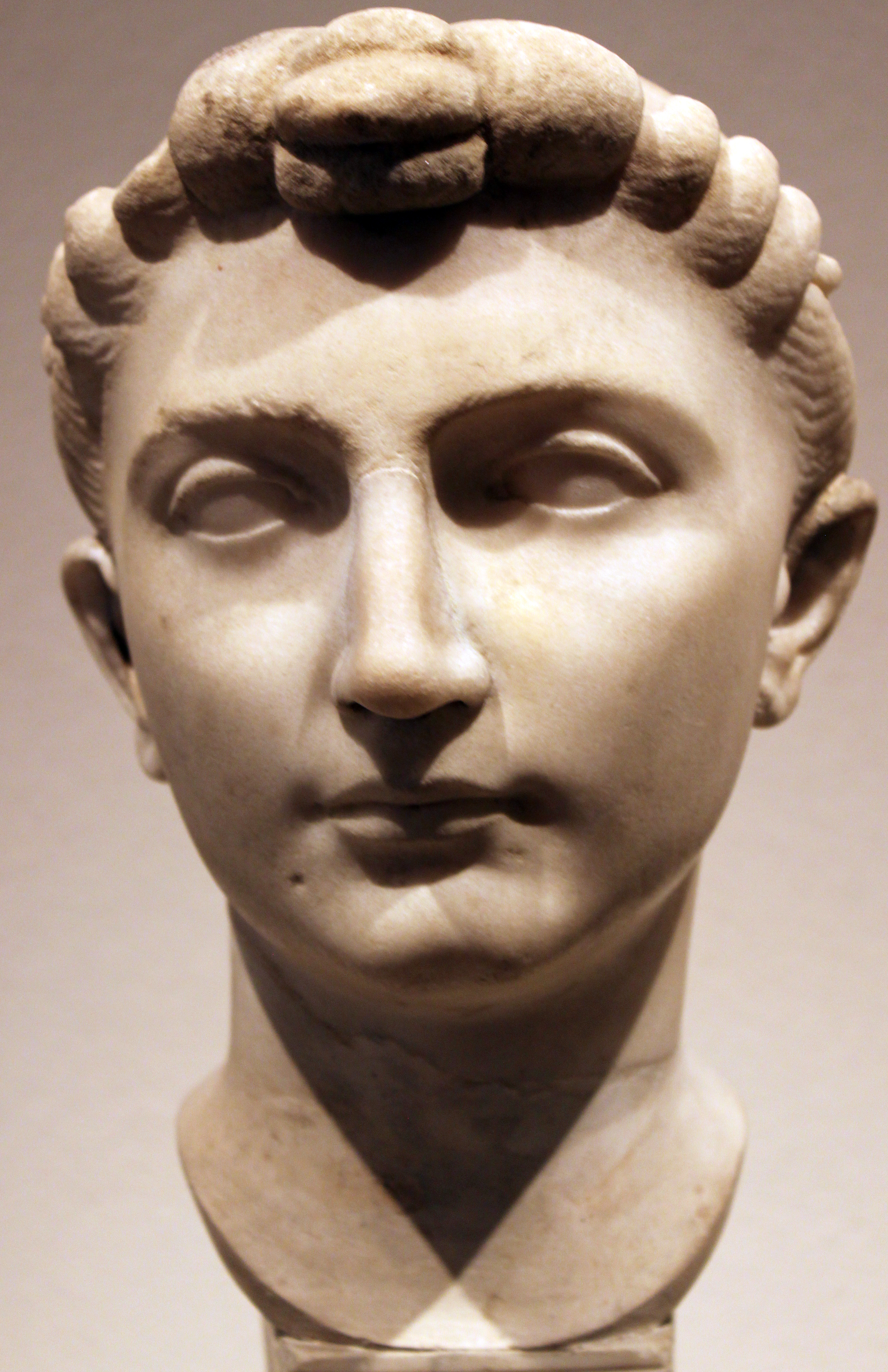
Júlia, a Velha, a única filha biológica de Augusto e esposa de Agripa, com quem teve cinco filhos.

Agripa era conhecido também como escritor, especialmente sobre geografia. Sob sua supervisão, o sonho de Júlio César de agrimensurar o Império Romano foi realizado. Ele construiu um esquema circular, que depois foi gravado em mármore por Augusto e, posteriormente, colocado numa colunata construída por sua irmã, Vipsânia Pola. Entre suas obras está uma autobiografia, hoje perdida.
O termo "Via Agripa" é utilizado para denominar a rede de estradas na Gália construída por Agripa. 

### Descendência
Agripa teve diversos filhos em seus três casamentos. Com sua primeira esposa, Cecília Ática, teve uma filha, Vipsânia Agripina, que seria a primeira esposa do imperador Tibério e mãe de Druso, o Jovem. Com Cláudia Marcela Maior, é possível que tenha tido uma filha, cuja existência é incerta, e é chamada de "Vipsânia Marcela". É possível que esta filha tenha sido uma segunda filha de Cecília Ática, mas não há informações suficientes para afirmar. A existência dela depende unicamente de Públio Quintílio Varo, mencionado como genro de Agripa na oração funerária de Augusto para o amigo. Finalmente, com Júlia, a Velha, a filha de Augusto, Agripa teve cinco filhos: Caio César, Júlia, a Jovem, Lúcio César, Agripina, a Velha, esposa de Germânico e mãe de Calígula e da imperatriz Agripina, a Jovem, além de Agripa Póstumo (nascido depois de sua morte).
Já houve inúmeras tentativas de designar mais descendentes à linhagem de Agripa, incluindo duas linhagens dos Asínios, descendentes de Caio Asínio Pólio e Marco Asínio Agripa respectivamente. Uma filha (e outros descendentes) chamada Rubélia Bassa de Júlia, filha de Druso, o Jovem, que pode ter sido filha de Caio Rubélio Blando de um casamento anterior. E, finalmente, uma série de descendentes de Júnia Lépida e seu marido, Caio Cássio Longino. Porém, todas essas linhagens são hipotéticas e não há evidências que suportem qualquer ligação com os descendentes de Agripa.
Caio e Lúcio, herdeiros do império e filhos adotivos de Augusto, foram designados "principis iuventutis". Porém, faleceram de causas naturais e a herança do império recaiu sobre Nero Cláudio Druso (que faleceu em um acidente) e, depois, sobre Tibério, que finalmente seria o sucessor de Augusto. Druso e Tibério eram filhos do matrimônio anterior de Lívia Drusa, a esposa de Augusto, e também foram adotados por ele.